# Černý korzár

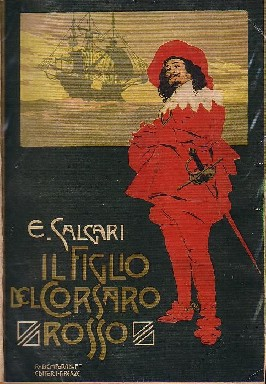
Syn Červeného korzára, obálka italského vydání z roku 1919.

Černý korzár (1899, Il Corsaro Nero) je dobrodružný román italského spisovatele Emilia Salgariho odehrávajících se v 17. století v Karibiku.

## Obsah románu
V románu se na pozadí bojů námořních lupičů a korzárů proti španělským kolonistům rozvíjí příběh, ve kterém Černý korzár, ve skutečnosti italský šlechtic Emilio di Roccanero, mstí smrt svých statečných bratří Zeleného a Rudého Korzára, bojuje za svou lásku i za ochranu své rodiny. Pronásleduje svého úhlavního nepřítele van Goulda, odpovědného za zkázu své rodiny i do Maracaiba, kde je guvernérem. Při přepadení španělské lodi zajme krásnou plavovlásku, do které se zamiluje, přičemž netuší, že je to van Gouldova dcera. A tak se dostane do tragického rozporu mezi povinností a láskou.

## Cyklus o Černém korzárovi
Po úspěchu románu napsal pak Salgari ještě čtyři další pokračování, takže celý cyklus se skládá z těchto pěti románů:
- Černý korzár (Il Corsaro Nero, 1899),
- Královna Karibského moře (La regina dei Caraibi, 1901),
- Jolanda, dcera Černého korzára (Jolanda, la figlia del Corsaro Nero, 1905),
- Syn Červeného korzára (Il figlio del Corsaro Rosso, 1908),
- Poslední piráti (Gli ultimi filibustieri, 1908).

## Filmové adaptace
- La regina dei Caraibi (1921, Královna Karibského moře), italský němý film, režie Vitale Di Stefano,
- Il Corsaro Nero (1938, Černý korzár), italský film, režie Amleto Palermi,
- Il figlio del corsaro rosso (1943, Syn červeného korzára), italský film, režie Marco Elter,
- El corsario negro (1944, Černý korzár), mexický film, režie Chano Urueta,
- Jolanda la figlia del Corsaro Nero (1954, Jolanda, dcera Černého korzára), italský film, režie Mario Soldati,
- Il figlio del corsaro rosso (1959, Syn červeného korzára), italský film, režie Primo Zeglio,
- Il Corsaro Nero (1971, Pomsta Černého korzára), italský film, režie Lorenzo Gicca Palli, v hlavní roli Terence Hill.
- Il Corsaro Nero (1976, Černý korzár), italský film, režie Sergio Sollima, v hlavní roli Kabir Bedi.
- Yolanda, la hija del corsario negro (1999, Jolanda, dcera Černého korzára), španělský animovaný seriál společnosti BRB Internacional

## Česká vydání
- Černý korsár, Alois Hynek, Praha 1908, přeložil Jindřich Entlicher, dva díly. Dostupné online
- Černý korzár, SNDK, Praha 1967, přeložil Vladimír Henzl, obsahuje romány Černý korzár a Královna Karibského moře, znovu Albatros, Praha 1988.